# Carrer Nou (Banyoles)
El Carrer Nou és una via pública de Banyoles (Pla de l'Estany) inclosa a l'Inventari del Patrimoni Arquitectònic de Catalunya.

## Descripció
A banda i banda del carrer hi trobem cases fetes amb pedra de Banyoles. Unes són de carreus ben escairats i d'altres no ho són tant. La tipologia obeeix a les característiques generals emprades en la majoria d'habitatges que conformen el nucli de la vila Vella, és a dir, planta baixa, un primer pis i golfes. Tanmateix, però, hi tenim algun exemple on el caràcter senyorial és més evident, i aleshores hi trobem elements d'obertures més nombroses i més treballats. Tal és el cas de l'existència de finestres coronelles de dos arquets i algunes d'elles es presenten sense columna divisòria. Algunes finestres tenen ampit. Les portes són, majoritàriament, d'arc de mig punt adovellat. També hi ha portals d'entrada de forma rectangular amb arc rebaixat o escarser. Ràfec de poc voladís, amb motllures ornamentals a sota. Alguna de les façanes es presenten arrebossades.

## Història
El carrer Nou es troba documentat l'any 1279. La seva denominació com "carrer Nou" era per diferenciar-lo del "carrer Antic" que continuava fins a arribar a l'absis de Santa Maria. D'altra banda, també se'l coneixia com a "Carrer Nou Davall per a distingir-lo del "Carrer Nuo Damunt", actual carrer de Sta. Maria. És un carrer ubicat, totalment, dins de la vila Vella, i comunica la pl. del Monestir amb l'església parroquial de Sta. Maria del Turers. La tipologia de les seves cases i, sobretot algunes concretes, ens confirmen l'existència d'algunes de les famílies senyorívoles i de privilegis militars que varen viure a Banyoles, com la família Samsó o Çamsó (s. XIII-XV).